# Douglass (cráter)

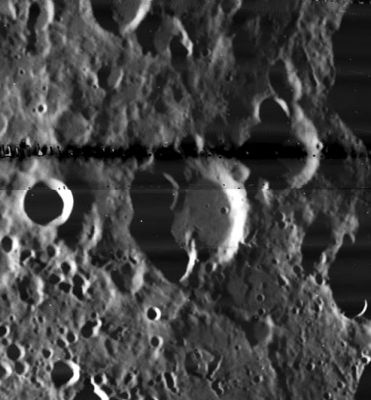
Imagen de la misión Lunar Orbiter 5

Douglass es un cráter de impacto situado en la cara oculta de la Luna. Se encuentra al suroeste del cráter Frost y al sursudoeste de la gran llanura amurallada del cráter Landau.
|  |

El borde occidental ha sido deformado por varios impactos interiores, sobre todo el remanente de un cráter que produce una muesca hacia el exterior en el borde noroccidental. El borde sureste del cráter interior actualmente es poco más que una pequeña elevación sobre el fondo de Douglass. Otro impacto a lo largo del lado sur ha producido una protuberancia hacia el exterior más pequeña y una porción del brocal forma un reborde prominente en la plataforma interior. Cráteres más pequeños se encuentran a lo largo del borde en el noreste. El resto del contorno aparece desgastado y redondeado, con el piso interior prácticamente a nivel y sin rasgos destacables.

## Cráteres satélite
Por convención estos elementos son identificados en los mapas lunares poniendo la letra en el lado del punto medio del cráter que está más cerca de Douglass.
|          | \| Douglass \| Coordenadas \| Diámetro \| \| -------- \| ------------------------------- \| -------- \| \| C \| 36°42′N 121°00′O / 36.7, -121.0 \| 28 km \| \| X \| 38°24′N 123°48′O / 38.4, -123.8 \| 23 km \| |          |
| Douglass | Coordenadas | Diámetro |
| C        | 36°42′N 121°00′O / 36.7, -121.0 | 28 km    |
| X        | 38°24′N 123°48′O / 38.4, -123.8 | 23 km    |